# Відьма кохання (фільм, 2016)
Відьма кохання — американський фільм 2016 року, режисером, сценаристом і композитором якого стала Анна Біллер. У фільмі зіграє Саманта Робінсон у ролі Елейн Паркс, сучасної відьми, яка використовує заклинання та магію, щоб змусити чоловіків закохуватися в неї з катастрофічними результатами. Фільм знятий у Лос-Анджелесі та Аркаті, Каліфорнія, прем'єра відбулася на Міжнародному кінофестивалі в Роттердамі. У травні 2016 року Oscilloscope Laboratories придбала його для розповсюдження в Cannes Marché du Film.
11 листопада 2016 року фільм отримав обмежений прокат у США. «Відьма кохання» була знята на 35-мм плівку та надрукована з оригінального негативу. Фільм був визнаний критиками за грайливу відданість фільмам жахів 1960-х років і фільмам «Техніколор» у поєднанні з серйозним дослідженням сучасних гендерних ролей.